# Eden (israelische Band)
Eden (hebräisch עדן) war eine israelische Boygroup, die am 29. Mai 1999 mit dem Lied Yom Huledet (Happy Birthday) beim Eurovision Song Contest in Jerusalem auftrat.

## Werdegang
Nach dem Sieg von Dana International im Vorjahr wurde die Band intern von der Israel Broadcasting Authority als Repräsentanten Israels ausgewählt. Yom Huledet (Happy Birthday) erreichte mit 93 Punkten den fünften Platz in einem Feld von 23 Teilnehmern.
Eden wurde 1996 von den Brüdern Eddie und Gabriel Butler gegründet, die Mitglieder der Glaubensgemeinschaft African Hebrew Israelites of Jerusalem sind. Vervollständigt wurde die Band von Rafael Dahan und Doron Oren. 1997 gaben sie in der Fernsehshow von Amnon Levy ihr TV-Debüt.
2001 löste sich die Band auf. 2006 trat Eddie Butler noch einmal für Israel mit dem Lied Together We Are One an.